# Cecil Spring Rice
Sir Cecil Spring Rice (27. února 1859, Londýn, Anglie – 14. února 1918, Ottawa, Kanada) byl britský diplomat. Po univerzitních studiích působil od roku 1882 ve službách britského ministerstva zahraničí na řadě míst ve světě. Později byl velvyslancem v Persii (1906–1908) a ve Švédsku (1908–1912). Svou kariéru završil jako britský velvyslanec v USA (1913–1918), kde významně přispěl ke vstupu Spojených států do první světové války na straně Trojdohody (1917).

## Životopis

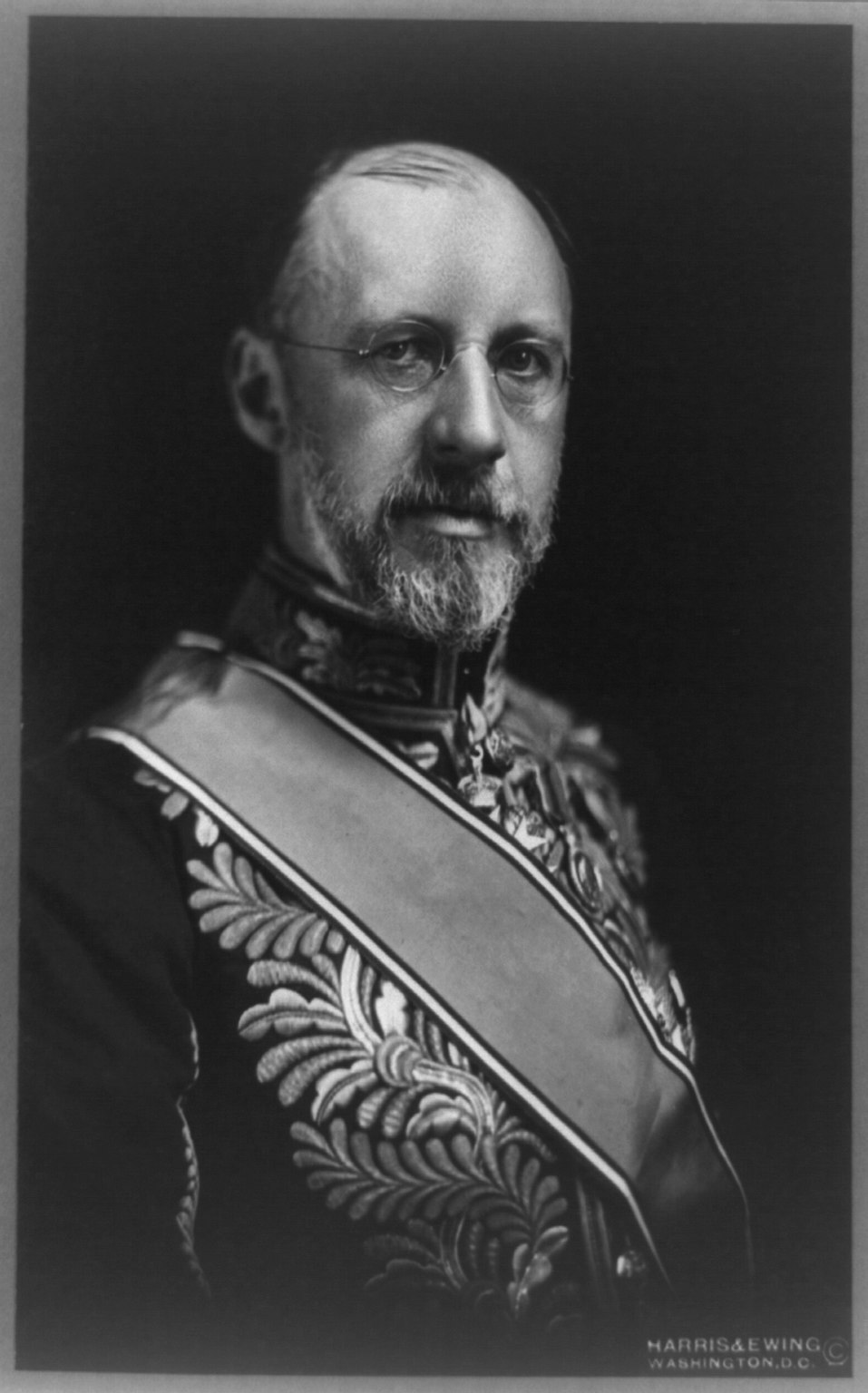
Portrét z roku 1913 (sbírka Knihovny Kongresu)

Pocházel ze starobylé anglické rodiny s majetkem v Irsku, v několika generacích předků vzešla z rodu řada významných osobností. Narodil se jako druhorozený syn diplomata Charlese Williama Rice (1819–1870), byl též vnukem ministra financí 1. barona Monteagle. Vystudoval v Etonu a Oxfordu a od roku 1882 působil v diplomatických službách, mimo jiné byl tajemníkem ministrů zahraničí hraběte hraběte Granville a hraběte z Rosebery. Od studií zároveň udržoval přátelské vztahy s pozdějšími ministry zahraničí Georgem Curzonem a Edwardem Greyem. Od roku 1887 vystřídal řadu nižších postů na diplomatických zastoupeních Spojeného království v Bruselu, Washingtonu, Tokiu, Berlíně, Istanbulu a Teheránu. V letech 1901–1903 byl komisařem pro správu národního dluhu v Egyptě, poté zastával funkci velvyslaneckého rady v Petrohradu (1903–1906). V letech 1906–1908 byl generálním konzulem a zplnomocněným ministrem v Teheránu, následně postoupil do funkce vyslance ve Stockholmu (1908–1913).

### Velvyslanec v USA

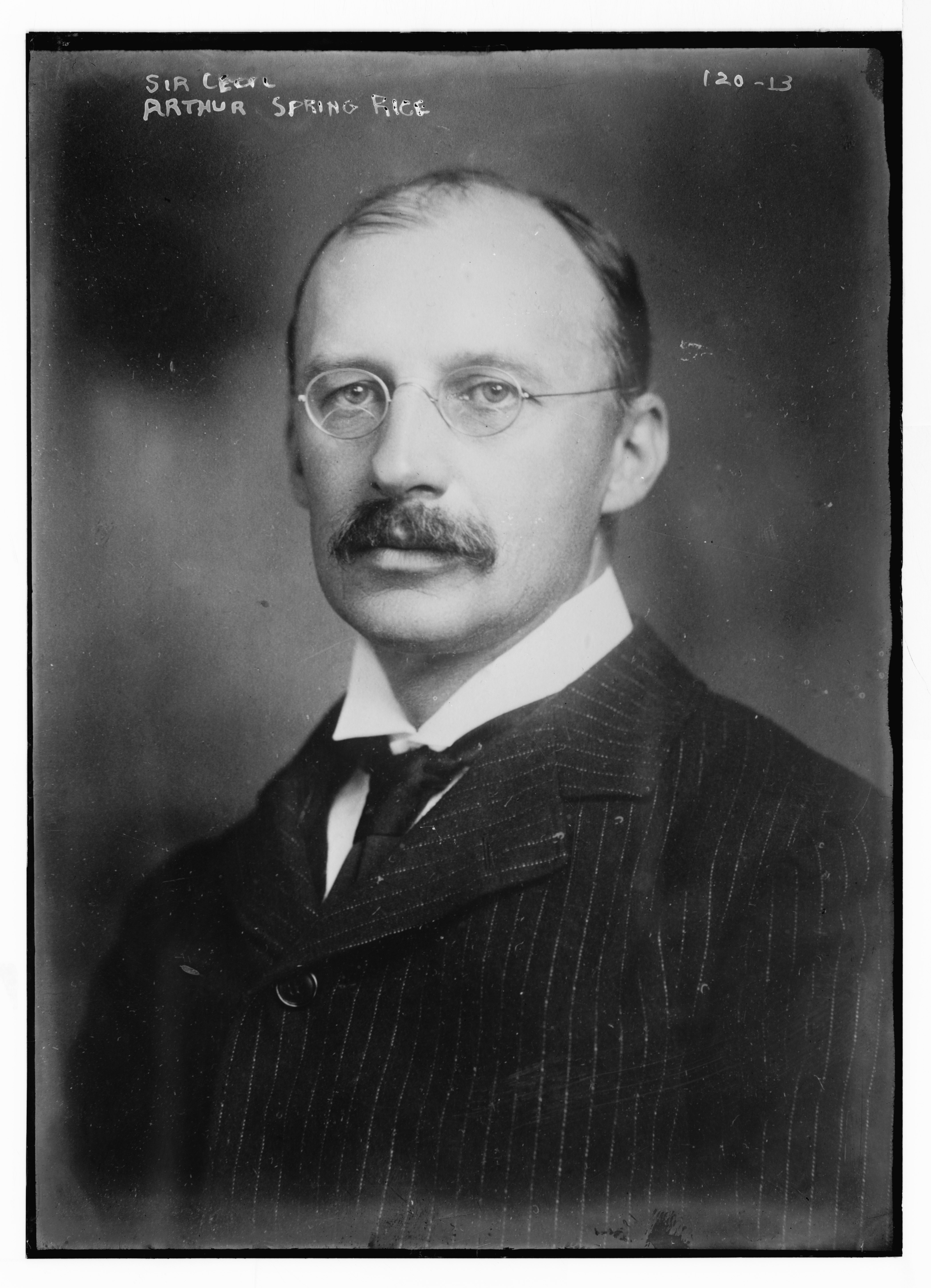
Fotografie ze sbírek Knihovny Kongresu

Během dlouholeté služby na řadě míst ve světě se osvědčil jako zkušený a schopný diplomat, vrcholem jeho kariéry byla funkce britského velvyslance v USA, o kterou podle dobových svědectví usiloval delší dobu, protože k Americe měl blízký vztah z předchozího působení. Do funkce velvyslance ve Washingtonu byl jmenován v listopadu 1912, do USA ale přicestoval až počátkem roku 1913. Po vypuknutí první světové války bylo jeho hlavním úkolem přesvědčit Spojené státy ke vstupu do války na straně Trojdohody. Zpočátku narážel na odpor, protože Američané chtěli setrvat v neutralitě. Cecil Rice kromě diplomatických jednání využil svých osobních vazeb na vlivné politiky (k jeho přátelům patřil například bývalý americký prezident Theodore Roosevelt). Jeho úsilí bylo korunováno úspěchem v dubnu 1917, kdy Spojené státy vstoupily do války po boku Británie a Francie. V lednu 1918 došlo ke sporu s lordem Northcliffem, který vedl v USA vojenskou diplomatickou misi, a Cecil Spring Rice byl nečekaně odvolán. Zpáteční cestu do Evropy naplánoval přes Kanadu, kde byl tehdy generálním guvernérem bratranec jeho manželky 9. vévoda z Devonshiru. Během krátkého pobytu v Ottawě nečekaně zemřel 14. února ve věku nedožitých 59 let.
Za zásluhy byl nositelem Řádu sv. Michala a sv. Jiří (1906) a velkokříže Viktoriina řádu (1908). Několik vyznamenání získal také během svých diplomatických misí (turecký Řád Medžidie 1906, švédský Řád polární hvězdy 1913). Jako velvyslanec v USA byl v roce 1913 jmenován členem Tajné rady. Uplatnil se také jako spisovatel a básník.
V roce 1904 se oženil s Florence Lascelles (1875–1961) ze šlechtické rodiny zbohatlé koloniálním obchodem, seznámili se již o deset let dříve v Berlíně (její otec Frank Lascelles byl tehdy britským velvyslancem v Německu). Měli spolu dvě děti, syna Anthonyho (1908–1954) a dceru Mary Elizabeth (1906–1994), manželku diplomata a koloniálního administrátora Sira Oswalda Arthura.
Jeho starší bratr Stephen Edward Spring Rige (1856–1902) byl dlouholetým státním úředníkem na ministerstvu financí, mladší bratr Gerald Spring Rice (1864–1916) padl jako důstojník za první světové války.